# Териколи (Мачерата)
Териколи је насеље у Италији у округу Мачерата, региону Марке.
Према процени из 2011. у насељу је живело 22 становника. Насеље се налази на надморској висини од 403 м.